# إدفين إندر
إدفين إندر (بالسويدية: Edvin Endre)‏ هو ممثل سويدي، ولد في 1 يوليو 1994 في ستوكهولم في السويد.

## أعمال

### أفلام
- (2017) الملك الوثني[5]

## وصلات خارجية
- إدفين إندر على موقع IMDb (الإنجليزية)
- إدفين إندر على موقع ألو سيني (الفرنسية)
- إدفين إندر على موقع أول موفي (الإنجليزية)
- إدفين إندر على موقع قاعدة بيانات الأفلام السويدية (السويدية)
- إدفين إندر على موقع قاعدة بيانات الفيلم (الإنجليزية)
- إدفين إندر على موقع كينوبويسك (الروسية)